# كريس مارتن (لاعب كرة قاعدة)
كريس مارتن (بالإنجليزية: Chris Martin)‏ (و. 1986  م) هو لاعب كرة قاعدة أمريكي، ولد في أرلينغتون، تكساس، مركز لعبه هو رامٍ مساعد ‏.

## روابط خارجية
- كريس مارتن على موقع دوري كرة القاعدة الرئيسي (الإنجليزية)
- كريس مارتن على موقع الدوري الياباني لكرة القاعدة (الإنجليزية)
- كريس مارتن على موقعبيزبول رفرنس.كوم (الدوري الرئيسي) (الإنجليزية)
- كريس مارتن على موقعبيزبول رفرنس.كوم (الدوري الثانوي) (الإنجليزية)
- كريس مارتن على موقع إي إس بي إن.كوم (أم.أل.بي) (الإنجليزية)
- كريس مارتن على موقع مشجعي الرسوم البيانية (الإنجليزية)